# Petit país
Petit país (títol original en francès, Petit Pays) és una pel·lícula del 2020 escrita i dirigida per Éric Barbier. És una coproducció entre França i Bèlgica. És una adaptació de la novel·la homònima de Gaël Faye del 2016. Es va estrenar als cinemes a França el 28 d'agost de 2020. S'ha subtitulat al català.

## Sinopsi
La pel·lícula explica la història d'en Gabriel, un nen feliç de deu anys que viu amb el seu pare emprenedor francès i la seva mare ruandesa en un barri d'expatriats a Burundi. Quan comencen les tensions de 1993 a Ruanda, la seva família i la seva innocència es veuen amenaçades.

## Repartiment
- Jean-Paul Rouve com a Michel Chappaz
- Isabelle Kabano com a Yvonne
- Djibril Vancoppenolle com a Gaby Chappaz
- Dayla De Medina com a Ana Chappaz[8]
- Veronika Varga com a Madame Economopoulos
- Tao Monladja com a Gino
- Ruben Ruhanamilindi com a Armand
- Brian Gakwavu com a Lucien
- Kenny Hubbawiwe com a Paul
- Nelson Membe com a Francis

## Premis i reconeixements
- Premis César 2021, nominada al millor guió adaptat[9][10]
- Premis Lumières 2021, nominat al millor actor novell[11]
- Festival Internacional de Curtmetratges de Barcelona, a la millor pel·lícula i actriu[12]